# P33 (潜水艦)
P33 (HMS P33) は第二次世界大戦中の1941年に就役したイギリス海軍の潜水艦。U級の第3グループ。

## 艦歴
バロー＝イン＝ファーネスのヴィッカース・アームストロング社で建造。1940年6月18日起工。1941年1月28日進水。1941年5月30日就役。
7月15日、「P33」（ホワイトウェイ＝ウィルキンソン少佐）はパンテッレリーア島の南で船団を発見。この船団は駆逐艦3隻と水雷艇3隻に護衛されたイタリア船4隻とドイツ船1隻で構成されており、「P33」はイタリア船「バルバリーゴ」（5293トン）に対して魚雷4本を発射して撃沈した。その後、船団の護衛艦は1時間半にわたり爆雷116発を投下した。「P33」はメインバラストポンプ、主電動機1基、縦舵、潜横舵が使用不能となり、深度350フィートまで沈んだ。それまで、U級潜水艦がこの深度まで潜ったことは無かった。だが「P33」は沈没は免れ、マルタに帰投した。
8月6日、「P33」はトリポリ灯台の西北西17マイルに向けマルタから出撃した。続いて12日に「P32」が、16日に「ユニーク」が出撃し、18日に「ユニーク」が到着を水中電話で知らせたが、応答したのは「P32」だけであった。同日、「P32」では2時間にわたって爆雷の爆発音が聞こえ、「P32」の艦長は「P33」が攻撃されているのではと考えた。水中電話で「P33」と連絡を取ろうとしたが応答は無かった。以後「P33」からの連絡はなく未帰還となり、喪失の原因は触雷だと考えられる。
「P33」および同じく未帰還となった「P32」は触雷沈没と推定されたが、両者の作戦場所には既知のフランスの機雷原しかなかったため沈没原因は機雷ではなく、「P33」はイタリア艦艇によって沈められたのだろう、とするものもある。